# سواتویانسکی ویزد
سواتویانسکی ویزد (به لاتین: Svatojanský Újezd) یک منطقهٔ مسکونی در جمهوری چک است که در شهرستان ییچین واقع شده‌است.